# Eugenia simiarum
Eugenia simiarum là một loài thực vật có hoa trong Họ Đào kim nương. Loài này được Standl. & Steyerm. mô tả khoa học đầu tiên năm 1940.